# Клементон (Њу Џерзи)
Клементон (енгл. Clementon) град је у америчкој савезној држави Њу Џерзи.

## Демографија
По попису из 2010. године број становника је 5.000, што је 14 (0,3%) становника више него 2000. године.
| Група             | 2000.         | 2010.         |
| Белци             | 4.052 (81,3%) | 3.326 (66,5%) |
| Афроамериканци    | 577 (11,6%)   | 956 (19,1%)   |
| Азијати           | 46 (0,9%)     | 105 (2,1%)    |
| Хиспаноамериканци | 206 (4,1%)    | 515 (10,3%)   |
| Укупно            | 4.986         | 5.000         |